# Carmen Winkel
Carmen Winkel (* 1979 in Brandenburg an der Havel) ist eine deutsche Historikerin.

## Leben
Winkel studierte von 1999 bis 2005 Geschichte, Politik und Medienwissenschaften an der Universität Potsdam (M.A.). Danach war sie für eine NGO in Tansania tätig. Von 2005 bis 2007 war sie freie Mitarbeiterin am Militärgeschichtlichen Forschungsamt (MGFA) in Potsdam. 2007 wurde sie wissenschaftliche Mitarbeiterin am Lehrstuhl für Militärgeschichte / Kulturgeschichte der Gewalt (Bernhard R. Kroener) an der Universität Potsdam. Ab 2008 war sie DFG-Promotionsstipendiatin; 2012 wurde sie in Potsdam mit der durch Ralf Pröve betreuten Dissertation Im Netz des Königs. Netzwerke und Patronage in der preußischen Armee 1713–1786 zum Dr. phil. promoviert. Gegenwärtig ist sie Lehrbeauftragte an der Prince Mohammad bin Fahd University in Dhahran.
Sie ist u. a. Mitglied im Arbeitskreis Militär und Gesellschaft in der frühen Neuzeit (als Beisitzerin) und im Arbeitskreis Militärgeschichte. Ihre Forschungsschwerpunkte sind Adelsgeschichte und die Militärgeschichte des 18. und 20. Jahrhundert. Winkel veröffentlichte u. a. in den Zeitschriften Militärgeschichte und Clausewitz sowie im Jahrbuch für brandenburgische Landesgeschichte.

## Schriften (Auswahl)
- mit Nele Thomsen (Hrsg.): Potsdamer Ge(h)schichte. Teil: Eine Stadt und ihr Militär. Im Auftrag des Militärgeschichtlichen Forschungsamtes und der Professur für Militärgeschichte der Universität Potsdam, Ed. q, Berlin 2005, ISBN 3-86124-590-6.
- mit Ralf Pröve (Hrsg.): Übergänge schaffen. Ritual und Performanz in der frühneuzeitlichen Militärgesellschaft (= Herrschaft und soziale Systeme in der frühen Neuzeit. Bd. 16). V & R Unipress, Göttingen 2012, ISBN 978-3-8471-0023-2.[4]
- mit Michael Epkenhans (Hrsg.): Die Garnisonkirche Potsdam zwischen Mythos und Erinnerung. Im Auftrag des Zentrums für Militärgeschichte und Sozialwissenschaften der Bundeswehr, Rombach, Freiburg im Breisgau u. a. 2013, ISBN 978-3-7930-9729-7.
- Im Netz des Königs. Netzwerke und Patronage in der preußischen Armee 1713–1786 (= Krieg in der Geschichte. Bd. 79). Schöningh, Paderborn u. a. 2013, ISBN 978-3-506-77733-1.[5]
- mit Gundula Gahlen, Daniel M. Segesser (Hrsg.): Geheime Netzwerke im Militär 1700–1945 (= Krieg in der Geschichte. Bd. 80). Schöningh, Paderborn 2016, ISBN 978-3-506-77781-2.